# フィーバーツインズ
フィーバーツインズは、2004年5月にビスティが発売した、1機種で異なる2機種のゲーム性を搭載しているパチンコ機のシリーズ名。CRフィーバーツインズJXとCRフィーバーツインズMXαとCRフィーバーツインズMR7Mの3機種がある。

## 概要
液晶型のデジパチ。本機最大の特徴は、2つのゲーム性を楽しむことができるという点である。台枠左下にある「気分転換ボタン」を押すことにより、ゲームモードが切り替わる。
競馬をモチーフにしている「馬物語」と、将棋をモチーフにしている「駒物語」のいずれかを選択できる。
ゲーム性は異なるが、大当たり確率等のスペックが変更されることはない。

シリーズ機は、スペックがそれぞれ異なるが、全て確変と時短を搭載している。3機種の中で、当時主流であった確変フル時短タイプのスペックを搭載しているのはJXである。

## スペック
- CRフィーバーツインズJX
  - 賞球数 4&7&15
  - 大当たり最高継続 15R（9カウント）
  - 大当たり確率 1/350.5
  - 確変中大当たり確率　1/58.4
  - 確変突入率　1/2
  - 確変期間　次回大当たりまで/リミッターなし
  - 時短システム　全ての大当たり終了後　100回転
- CRフィーバーツインズMXα
  - 賞球数 4&7&15
  - 大当たり最高継続 15R（9カウント）
  - 大当たり確率 1/309.5
  - 確変中大当たり確率　1/68.8
  - 確変突入率　1/2
  - 確変期間　次回大当たりまで/リミッターなし
  - 時短システム　確変終了後　100回転
- CRフィーバーツインズMR7M
  - 賞球数 4&7&15
  - 大当たり最高継続 15R（9カウント）
  - 大当たり確率 1/243.5
  - 確変中大当たり確率　1/24.4
  - 確変突入率　100%
  - 確変期間　7回転まで
  - 時短システム　確変終了後　100回転or60回転

## 図柄
馬物語
確変図柄
- 一
- 三
- 五
- 七

通常図柄
- 二
- 四
- 六

駒物語
確変図柄
- 王将
- 金将
- 香車
- 飛車

通常図柄
- 歩兵
- 銀将
- 角行

## 演出
馬物語
液晶での予告がないシンプルな演出が特徴的なモード。縦スクロールで、有効ラインは5ラインである。

予告アクション
音声とランプによって期待度を盛り上げる演出は用意されている。
音声予告の「マカセテクダサ〜イ」と「おいでやす」は期待度の高い演出となっている。
液晶上部のランプが赤色に点灯した場合も期待度が高い予告である。
リーチアクション
シングルラインよりダブルラインの方が期待度が高いという特徴がある。
- ターフビジョンリーチ

最後の直線の攻防がビジョンに映し出される。
- 大障害リーチ

障害を次々に飛び越えて大当たり図柄に近づいていく。
- 駿桜賞リーチ

桜舞い散る馬場の中を大当たり目指して駆け抜ける。
- プレミアムリーチ

三冠記念の優勝カップが出現。大当たり確定のプレミアムアクションである。

駒物語
障子を使った演出が特徴的なモード。馬物語に比べて予告の数が多い。

予告アクション
大当たりに期待できるのは障子が閉まるアクションである。それ以外の予告アクションは発生しても大当たり信頼度にそこまで影響はない。
- ミニキャラ予告

手まり･行灯･葉っぱなどが出現する。
- 音予告

風鈴の音が鳴ることがある。
- 障子連続予告

デジタル回転中に障子の開け閉めの動作が入る。連続で発生することもあるが、期待度に影響するのは連続回数ではなく、最終的にどのアクションが選択されたかである。
回転開始時にししおどしが鳴って障子が閉まる。その後、ウグイスや桜吹雪などの影絵が映る。
障子が半分だけ閉まる「障子スベリ」はリーチ確定となる。
ノーマルリーチハズレ後に、障子が閉まって「王駒名人」の文字が浮かぶことがある。これは出現した時点で大当たりが確定するプレミアムアクションである。
リーチアクション
- 乱波リーチ

大海原に図柄が浮かび上がる。
- 豪雪リーチ

鳥居の前で氷の図柄が砕けていく。
- 慟雷リーチ

暗雲たちこめる中、雷が図柄を直撃する。